# Diócesis de Chartres
La diócesis de Chartres (en latín: Dioecesis Carnutensis y en francés: Diocèse de Chartres) es una circunscripción eclesiástica de la Iglesia católica en Francia. Se trata de una diócesis latina, sufragánea de la arquidiócesis de Tours. Desde el 2 de febrero de 2018 su obispo es Philippe Maurice Marie Joseph Christory, de la Comunidad del Emmanuel.

## Territorio y organización

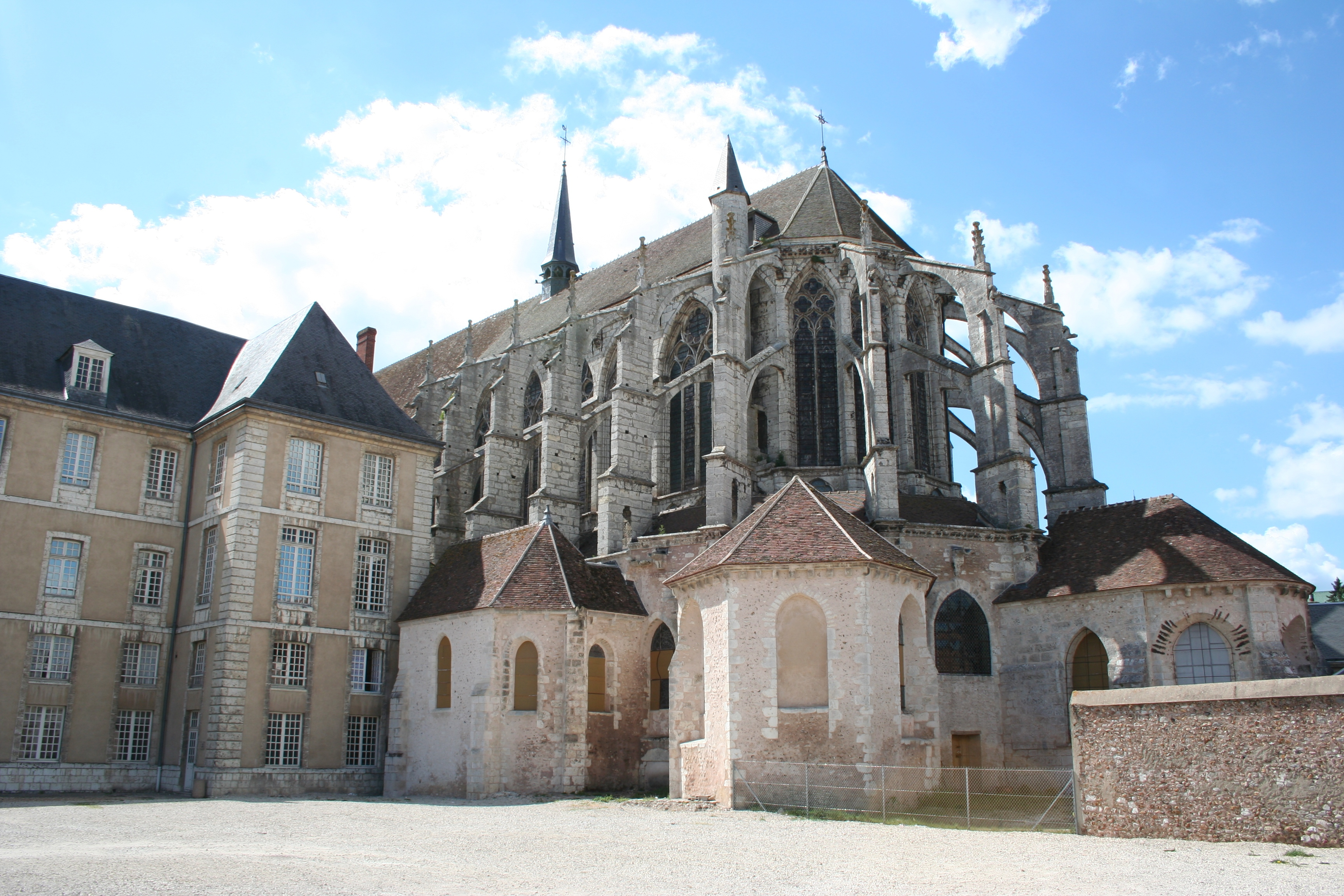
Iglesia de Saint-Pierre, en Chartres, que antes de la Revolución formaba parte de la abadía de Saint-Père-en-Vallée, fundada en el

La diócesis tiene 6422 km² y extiende su jurisdicción sobre los fieles católicos de rito latino residentes en el departamento de Eure y Loir de la región de Centro-Valle del Loira.

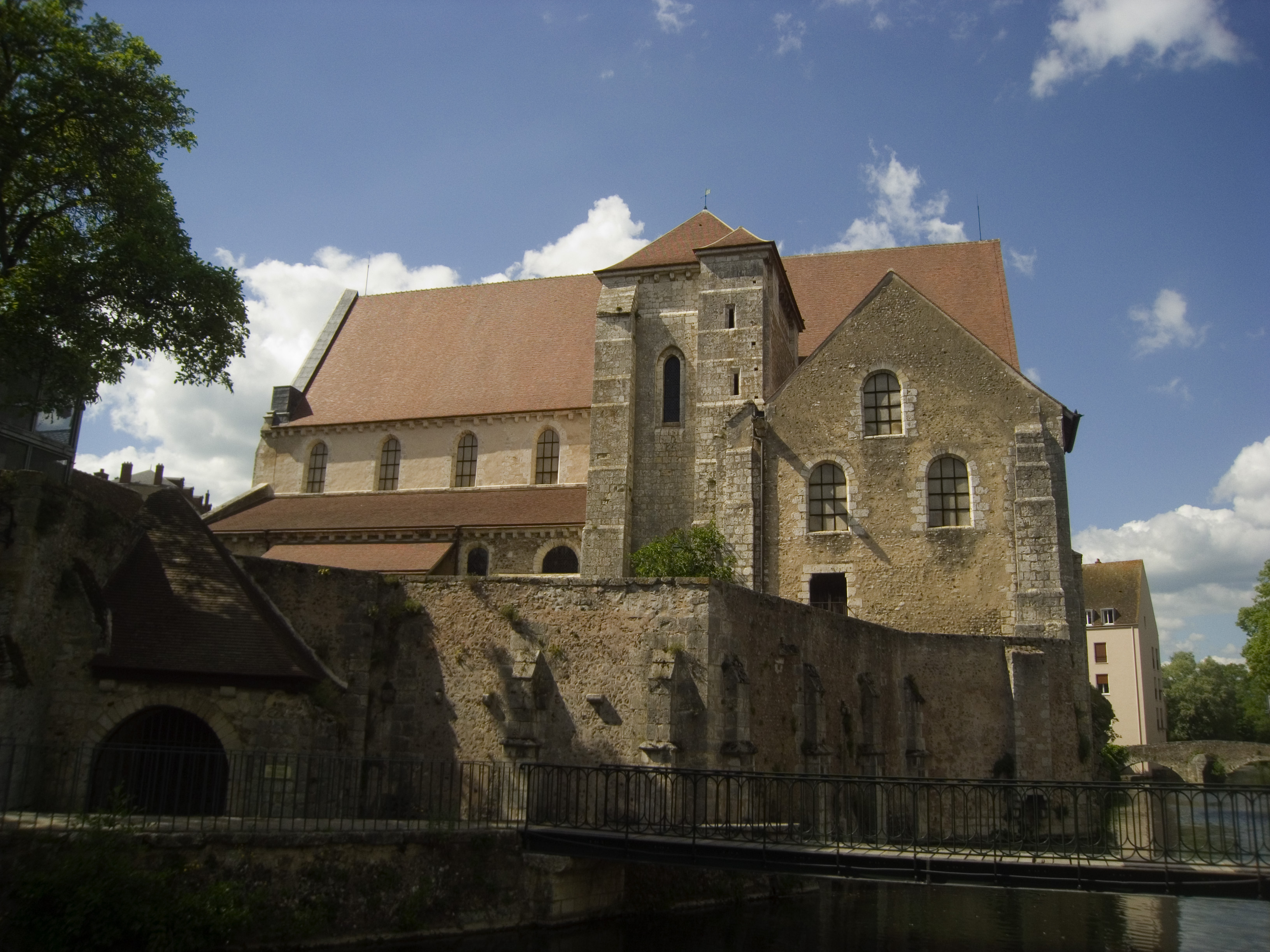
Colegiata de Saint-André, en Chartres, ejemplo de arquitectura románica del

La sede de la diócesis se encuentra en la ciudad de Chartres, en donde se halla la Catedral de la Asunción de Nuestra Señora.

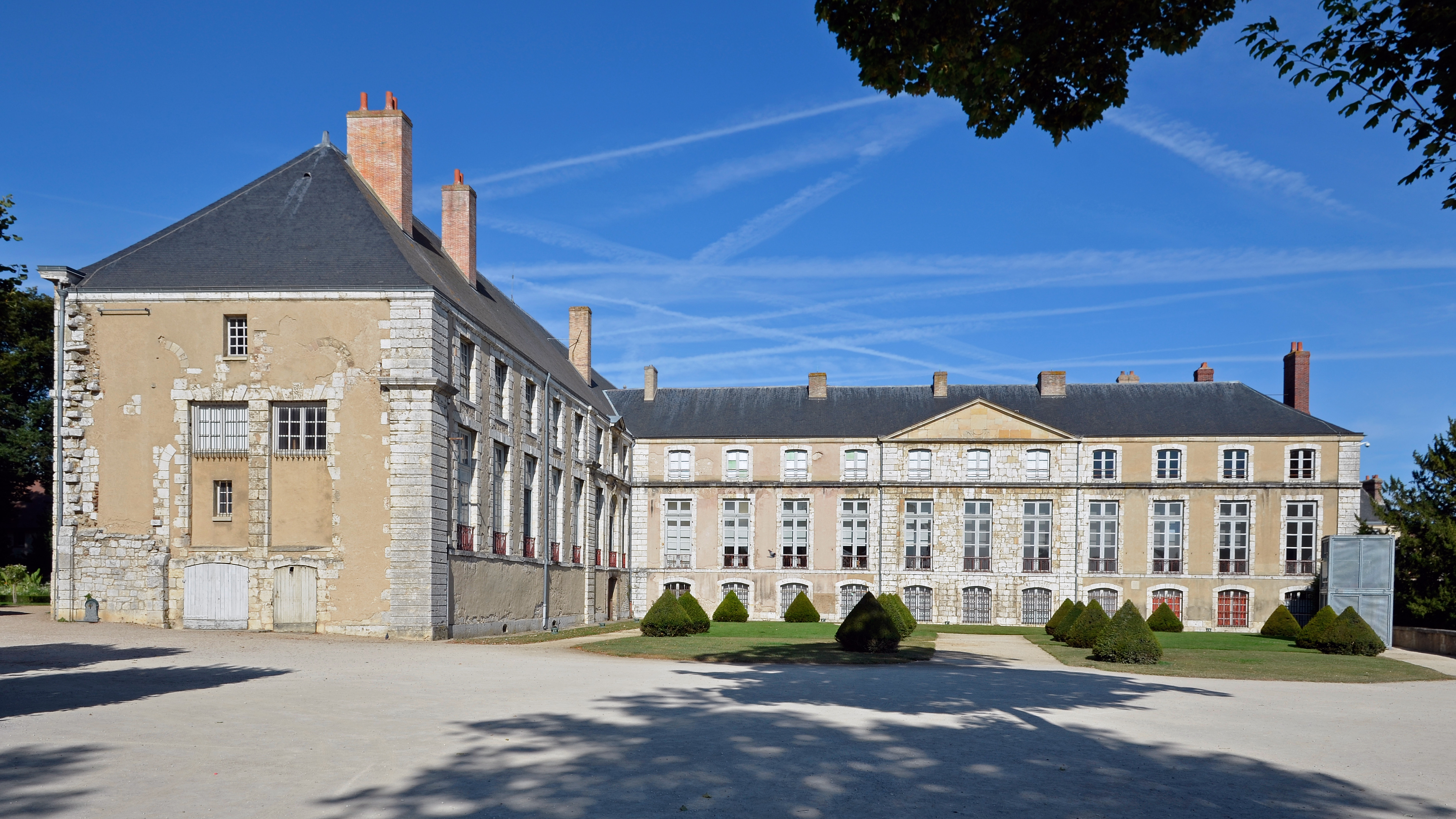
Antiguo Palacio Episcopal de Chartres del, que fue la residencia del obispo hasta 1905, hoy alberga el Museo de Bellas Artes de la ciudad

En 2023 en la diócesis existían 23 parroquias agrupadas en 7 decanatos: Beauce, Chartres, Drouais, Dunois, Forêts y Perche et Vallée de l'Eure.

## Historia
Según algunas leyendas medievales, un antiguo lugar de culto druídico del siglo I a. C. está en el origen del culto mariano en la región de Chartres, que facilitó la evangelización del territorio atribuido, también por tradición, a los santos Altino y Eodaldo enviadoS por san Saviniano de Sens. La diócesis está documentada a partir del siglo IV: un obispo llamado Valentín fue testigo de los milagros realizados por Martín de Tours en Chartres a finales del siglo; otro obispo, Aventino, participó en el Concilio de Orleans en 511.
Autricum, capital del pueblo celta de los carnutes, fue una civitas de la Galia Lugdunense IV (o Senonia), como lo demuestra la Notitia Galliarum de principios del siglo V. Desde el punto de vista religioso, así como civil, Chartres dependía de la provincia eclesiástica de la arquidiócesis de Sens, sede metropolitana provincial.
En la segunda mitad del siglo VI, en tiempos del obispo Pappolo, el rey merovingio Sigeberto I intentó erigir una nueva diócesis en la parte austrasiana de la diócesis de Chartres, con sede en Châteaudun, en el pagus Dunensis, y nombró al sacerdote Promoto como obispo allí. Este intento secular fue desaprobado por el Concilio de París en 573; sin embargo, Promoto permaneció tranquilo en su sede hasta la muerte del rey (575).
En la Edad Media Chartres fue sede de una importante escuela de estudios filosóficos y teológicos, fundada en el siglo XI por iniciativa del obispo Fulberto, que continuó hasta el siglo siguiente, teniendo como programa el desarrollo de la teología cristiana mediante el uso de la filosofía de Platón en el ámbito del sistema educativo escolástico medieval. Entre los maestros de la escuela de Chartres se encontraban Bernardo, Ivón, Teodorico, Guillermo de Conches, Gilberto Porretano y Juan de Salisbury.
La catedral fue construida entre los siglos XII y XIII, una de las maravillas del gótico francés y Patrimonio de la Humanidad, consagrada solemnemente el 17 de octubre de 1260. El 27 de febrero de 1594 Enrique IV fue consagrado rey de Francia en esta catedral.
El 20 de octubre de 1622 la diócesis de Chartres pasó a formar parte de la provincia eclesiástica de la arquidiócesis de París.
El 25 de junio de 1697 cedió una parte de su territorio para la erección de la diócesis de Blois mediante la bula In sacra beati del papa Inocencio XII.
Entre los obispos de la Contrarreforma que se distinguieron en la aplicación de los decretos del Concilio de Trento, figuran Ferdinand de Neufville, que instituyó el seminario mayor en 1659, Paul Godet des Marais, que erigió cuatro seminarios menores y que junto con su sucesor, Montiers de Mérinville luchó vigorosamente contra el jansenismo.
Al inicio de la Revolución francesa Chartres incluía más de 800 parroquias, de las cuales 11 sólo en la ciudad episcopal, agrupadas en 7 arcedianatos y 14 decanatos. Bonifacio VIII había sido archidiácono de Pincerais antes de convertirse en papa y Martín V también había sido canónigo en Chartres. La diócesis incluía también 13 colegiatas, 22 abadías (14 masculinas y 8 femeninas) y numerosos conventos y monasterios de diferentes órdenes y congregaciones religiosas.
Tras el concordato mediante la bula Qui Christi Domini del papa Pío VII del 29 de noviembre de 1801, la diócesis fue suprimida y fusionada con la diócesis de Versalles.
El concordato de 1817 preveía el restablecimiento de la diócesis; por este motivo fue nombrado obispo Jean-Baptist-Marie-Anne-Antoine de Latil. Sin embargo, el Parlamento de París no ratificó el concordato, por lo que el nuevo obispo no pudo asumir el cargo hasta 1822.
El 6 de octubre de 1822, en virtud de la bula Paternae charitatis del papa Pío VII, la diócesis de Chartres fue restablecida, derivando su territorio de la diócesis de Versalles, y sometida a la metrópolis de París.
El 9 de octubre de 1966 se convirtió en sufragánea de la arquidiócesis de Bourges. Sin embargo, el 8 de diciembre de 2002, con la reorganización de los distritos eclesiásticos franceses, Chartres cambió de nuevo de provincia eclesiástica, convirtiéndose en sufragánea de la arquidiócesis de Tours.

## Estadísticas
Según el Anuario Pontificio 2024 la diócesis tenía a fines de 2023 un total de 287 000 fieles bautizados.
| Año                                                                             | Población            | Población | Población      | Sacerdotes | Sacerdotes    | Sacerdotes    | Bautizados por sacerdote | Diáconos permanentes | Religiosos | Religiosos | Parroquias |
| Año                                                                             | Bautizados católicos | Total     | % de católicos | Total      | Clero secular | Clero regular | Bautizados por sacerdote | Diáconos permanentes | Varones    | Mujeres    | Parroquias |
| ------------------------------------------------------------------------------- | -------------------- | --------- | -------------- | ---------- | ------------- | ------------- | ------------------------ | -------------------- | ---------- | ---------- | ---------- |
| 1950                                                                            | 250 000              | 252 690   | 98.9           | 343        | 312           | 31            | 728                      |                      | 74         | 722        | 377        |
| 1959                                                                            | 256 000              | 261 035   | 98.1           | 365        | 338           | 27            | 701                      |                      | 92         | 615        | 388        |
| 1970                                                                            | 297 000              | 302 200   | 98.3           | 282        | 282           |               | 1053                     |                      |            |            | 389        |
| 1980                                                                            | 326 000              | 346 000   | 94.2           | 231        | 212           | 19            | 1411                     |                      | 26         | 605        | 392        |
| 1990                                                                            | 331 000              | 371 000   | 89.2           | 166        | 159           | 7             | 1993                     | 3                    | 9          | 473        | 389        |
| 1999                                                                            | 358 700              | 405 000   | 88.6           | 115        | 101           | 14            | 3119                     | 15                   | 15         | 392        | 85         |
| 2000                                                                            | 361 000              | 407 665   | 88.6           | 120        | 100           | 20            | 3008                     | 20                   | 23         | 388        | 85         |
| 2001                                                                            | 361 000              | 407 665   | 88.6           | 117        | 96            | 21            | 3085                     | 18                   | 24         | 380        | 84         |
| 2002                                                                            | 285 000              | 407 665   | 69.9           | 107        | 89            | 18            | 2663                     | 18                   | 20         | 377        | 82         |
| 2003                                                                            | 285 000              | 407 665   | 69.9           | 105        | 89            | 16            | 2714                     | 19                   | 18         | 360        | 82         |
| 2004                                                                            | 285 000              | 407 665   | 69.9           | 103        | 86            | 17            | 2766                     | 23                   | 19         | 354        | 82         |
| 2006                                                                            | 287 000              | 409 600   | 70.1           | 104        | 84            | 20            | 2759                     | 23                   | 22         | 312        | 78         |
| 2013                                                                            | 298 000              | 427 800   | 69.7           | 86         | 62            | 24            | 3465                     | 25                   | 75         | 223        | 79         |
| 2016                                                                            | 277 159              | 433 815   | 63.9           | 78         | 62            | 16            | 3553                     | 28                   | 38         | 216        | 23         |
| 2019                                                                            | 286 400              | 431 437   | 66.4           | 73         | 60            | 13            | 3923                     | 29                   | 56         | 174        | 23         |
| 2021                                                                            | 286 850              | 432 107   | 66.4           | 65         | 53            | 12            | 4413                     | 29                   | 74         | 107        | 23         |
| 2023                                                                            | 287 000              | 433 000   | 66.3           | 56         | 47            | 9             | 5125                     | 32                   | 71         | 80         | 23         |
| Fuente: Catholic-Hierarchy, que a su vez toma los datos del Anuario Pontificio. |                      |           |                |            |               |               |                          |                      |            |            |            |

### Vida consagrada
En el territorio de la diócesis desempeñan su labor carismática religiosos y religiosas, de diferentes institutos de vida consagrada y sociedades de vida apostólica. Los institutos y sociedades presente en Chartres son: la Comunidad del Chemin Neuf, la Congregación del Espíritu Santo, la Comunidad San Juan, la Comunidad San Martín, las Hermanas Hospitalarias de San Pablo, las Hijas de Jesús de Kermaria y la Union Mysterium Christi.
Cabe destacar que en la diócesis de Chartres se originaron algunos institutos, como las Hermanas Hospitalarias de San Pablo, fundadas en la localidad de Levesville-la-Chenard, hacia 1696, por el religioso Louis Chauvet, y las Dominicas de la Presentación de la Santísima Virgen, fundadas también en 1696, en Sainville, por la religiosa Marie Poussepin.

## Episcopologio

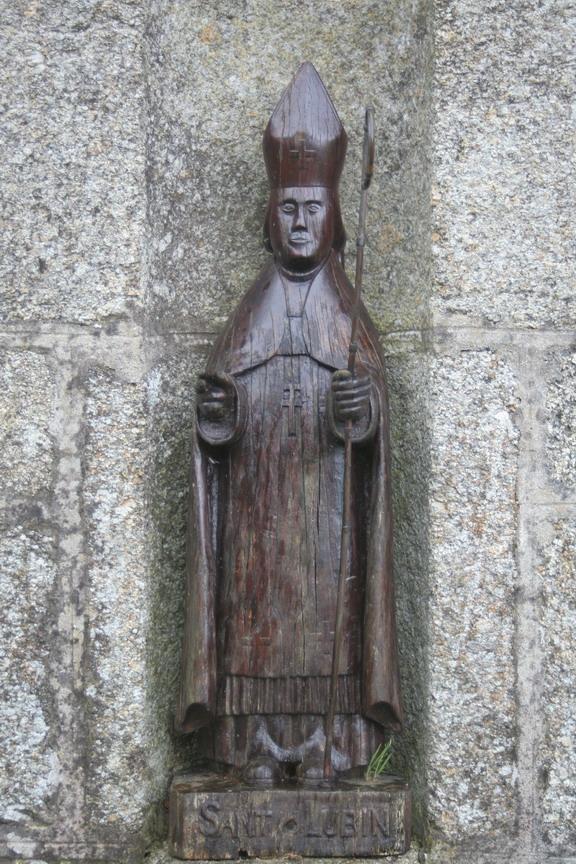
Estatua de San Leobino, uno de los varios obispos de Chartres, que hoy son venerados como santos en la Iglesia católica

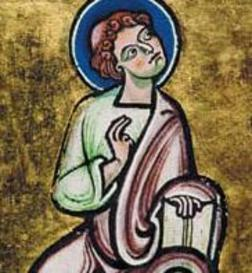
El obispo Ivón de Chartres (ca. 1040-1116) fue uno de los personajes clave de la Querella de las Investiduras, el conflicto que enfrentó al papado y al Sacro Imperio

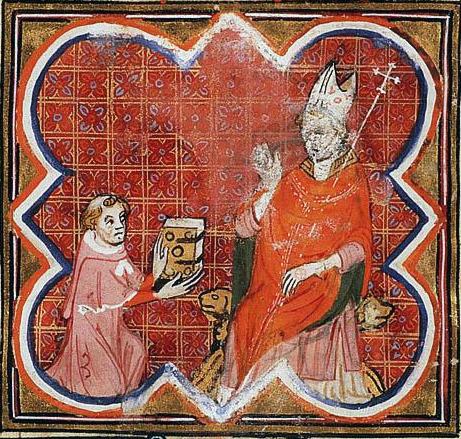
Guillermo de las Blancas Manos (1135-1202) ocupó la sede de Chartres de 1165 a 1168

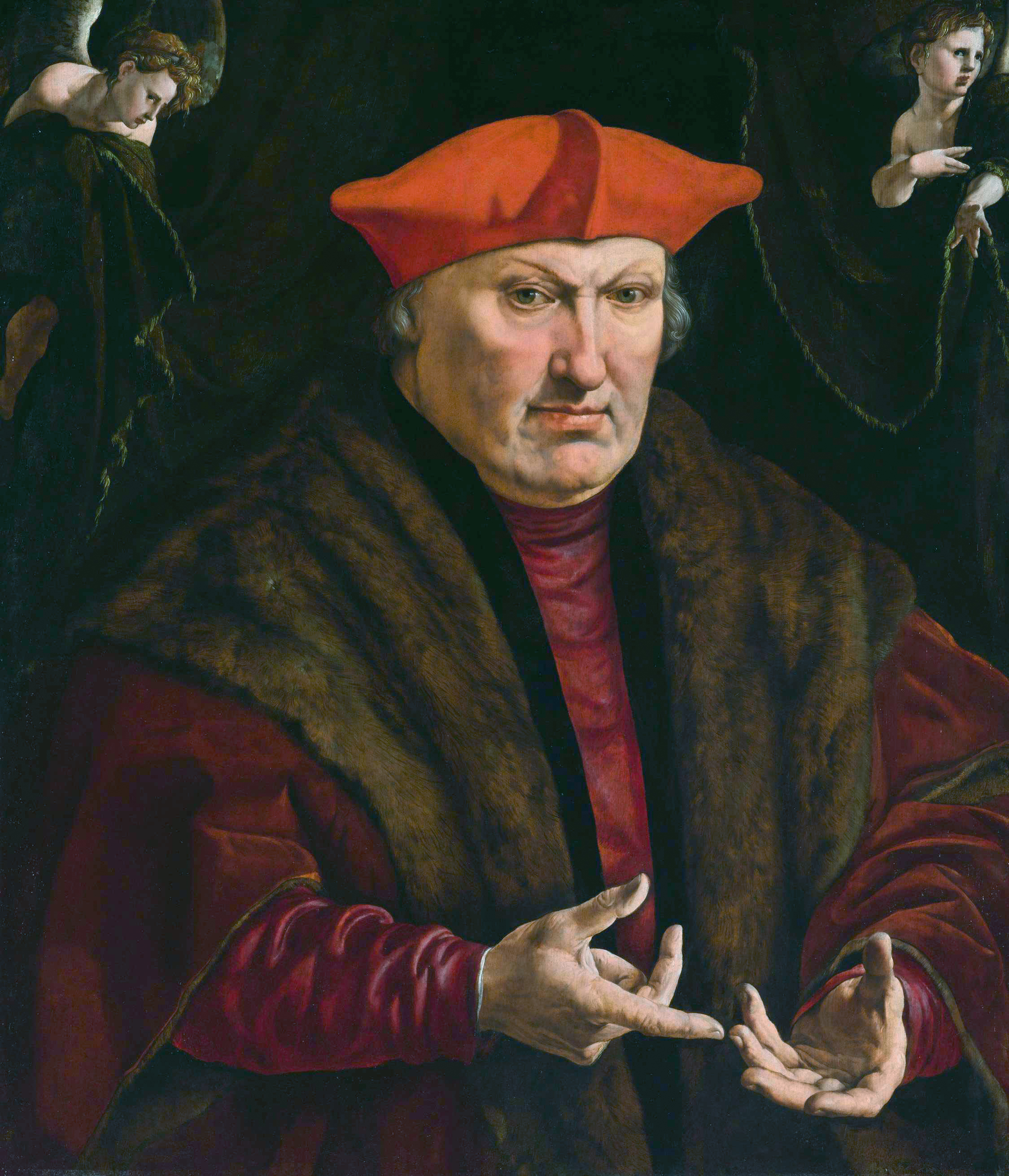
El cardenal Érard de La Marck (1472-1538) fue obispo de Chartres entre 1507 y 1525

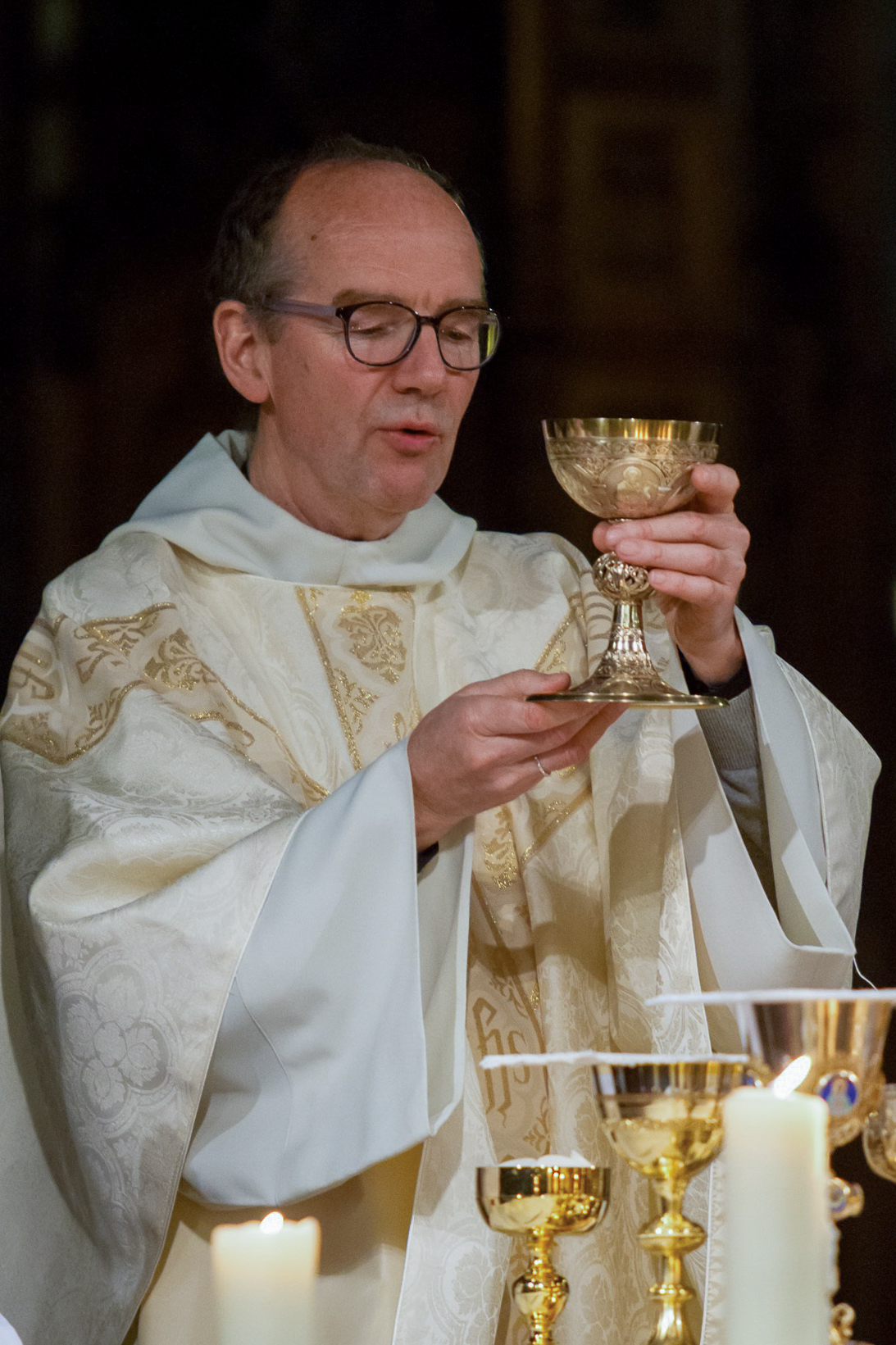
Philippe Christory desde 2018 es el obispo de Chartres

El catálogo episcopal más antiguo de Chartres se encuentra en un manuscrito de la abadía de la Trinidad de Vendôme; primeramente llega hasta el obispo Agoberto (1060), y luego continúa hasta Renaud de Bar († 1217).
- Avvento †
- Optato †
- Valentino † (mencionado en 395 circa)[nota 2]
- San Martino †[nota 3]
- San Aniano †[nota 4]
- Severo †
- Castore †
- Africano †
- Possessore †
- Policronio †
- Palladio †[nota 5]
- Arbogasto †[nota 6]
- Flavio †
- San Solenne †
- San Aventino † (mencionado en 511)
- Eterio † (antes de 533-después de 541)
- San Leobino (o Lubenzio) † (antes de 549-después de 552)
- San Caletrico † (antes de 557-después de 567)
- Pappolo † (antes de 573-después de 585)
- San Betario † (entre los siglos VI y VII)
- Magnobodo †
- Sigoaldo †
- Mainulfo †
- Teodoaldo † (mencionado en 614)
- Bertegisilo † (mencionado en 627)
- San Malardo † (antes de 637 o 638-después de 653)
- Gausberto † (antes de 660-después de 667)
- Crodoberto †[nota 7]
- Deodato †
- Domo †
- Promo †[nota 8]
- Bertario †
- Bertegrano †
- Aimino †
- Agirado † (antes de 688/689-después de 696/697)
- Agazio †
- Leoberto † (mencionado en 723)
- Ado †
- Flaviano †
- Godessaldo †
- Bernoino † (antes de 829-después de 836)
- Elia † (antes de 845-853[nota 9])
- Burcardo † (antes de noviembre de 853-después de 854)
- Frotboldo † (antes de julio de 856-12 de junio de 857 falleció)
- Gisleberto † (antes de 859-después de 878)
- Aimone † (mencionado en 885)
- Girardo † (mencionado en 886 o 887)
- Aimerico † (antes de 890-después de 891)
- Gantelmo † (antes de 898-después de 911)
- Aganone † (antes de 931-después de 940)
- Ragenfredo † (mencionado en 949/950)
- Arduino †
- Vulfaldo † (antes de 962-30 de septiembre de 967 falleció)
- Odo † (968-25 de agosto de 1003 o 1004 falleció)
- Rodolfo † (?-julio circa 1007 falleció)
- San Fulberto de Chartres † (1007-10 de abril de 1028 o 1029 falleció)
- Thierry † (1029-16 de abril de 1048 falleció)
- Agobert † (antes de 1052-después de 1060)
  - Hildegaire[nota 10] † (?-1063 depuesto) (intruso)
- Robert de Tours † (antes de 1067-23 de diciembre de 1069 falleció)
- Arrald † (antes de diciembre de 1070-10 de febrero de 1075 falleció)
- Roberto II de Grandmesnil † (antes del 6 de abril de 1075-abril de 1076 depuesto)
- Geoffroy † (30 de julio de 1077-1089 depuesto)
- San Ivo † (23 de noviembre de 1090 consagrado-23 de diciembre de 1115 falleció)
- Goffredo di Lèves † (24 de enero de 1116-24 de enero de 1149 falleció)
- Gosselin de Lèves † (circa marzo de 1149-1 o 3 de febrero de 1155 falleció)
- Robert † (antes de octubre de 1156-23 de septiembre de 1164 falleció)
- Guglielmo dalle Bianche Mani † (13 de enero de 1165-1168 nombrado arzobispo de Sens)
  - Guglielmo dalle Bianche Mani † (1168[nota 11]-1176 nombrado arzobispo de Reims) (administrador apostólico)
- Giovanni di Salisbury † (8 de agosto de 1176 consagrado-25 de octubre de 1180 falleció)
- Pierre de Celle, O.S.B. † (antes de octubre de 1181-20 de febrero de 1183 falleció)
- Renaud de Bar † (1182-8 de diciembre de 1217 falleció)
- Gautier, O.S.B. † (1218-13 de diciembre de 1234 falleció)
- Hugues de La Ferté † (diciembre de 1234-8 de agosto de 1236 falleció)
- Aubry Cornut † (1236-18 de octubre de 1243 falleció)
- Henri de Grez † (20 de mayo de 1244-4 de diciembre de 1246 falleció)
- Mathieu des Champs † (antes de abril de 1247-31 de diciembre de 1259 falleció)
- Pierre de Mincy † (12 de febrero de 1260-22 marzo o 22 de abril de 1276 falleció)
  - Sede vacante (1276-1280)
- Simon de Perruchay † (8 de abril de 1280-28 de octubre de 1297 falleció)
- Jean de Garlande † (enero de 1298-1 de octubre de 1315 falleció)
- Robert de Joigny † (octubre de 1315-20 o 25 de abril de 1326 falleció)
- Pierre de Chappes † (21 de mayo de 1326-18 de diciembre de 1327 renunció)
- Jean du Plessis-Pasté † (23 de diciembre de 1327-30 de marzo de 1332 falleció)
- Aymeric de Chalus † (13 de mayo de 1332-20 de septiembre de 1342 renunció)
- Guglielmo Amici † (7 de octubre de 1342-2 de marzo de 1349 nombrado patriarca de Jerusalén)
- Louis de Vaucemain † (2 de marzo de 1349-19 de enero de 1357 falleció)
- Simon Lemaire, O.S.B. † (30 de enero de 1357-20 de junio de 1360 falleció)
- Jean d'Anguerant † (21 de julio de 1360-1368 nombrado obispo de Beauvais)
- Guillaume de Chanac, O.S.B. † (22 de septiembre de 1368-8 de enero de 1371 nombrado obispo de Mende)
- Guérin d'Arcy † (8 de enero de 1371-10 de agosto de 1376 falleció)
- Eblon du Puy † (10 de septiembre de 1376-26 de febrero de 1380 falleció)
- Jean Le Fèvre, O.S.B. † (5 de marzo de 1380-11 de enero de 1390 falleció)
- Jean de Montaigu † (29 de enero de 1390-11 de abril de 1407 nombrado arzobispo de Sens)
- Martin Gouge de Charpaigne † (10 de marzo de 1408-15 de mayo de 1415 nombrado obispo de Clermont)
- Philippe de Boisgilon † (4 de septiembre de 1415-21 de septiembre de 1418 falleció)
  - Giordano Orsini † (30 de agosto de 1419-19 de diciembre de 1419 renunció) (administrador apostólico)
- Jean de Frétigny † (19 de diciembre de 1419-25 de marzo de 1432 falleció)
- Robert Dauphin, O.S.B. † (30 de mayo de 1432-12 de abril de 1434 nombrado obispo de Albi)
- Thibaut Lemoine † (21 de abril de 1434-26 de junio de 1441 falleció)
- Pierre de Comborn, O.Cist. † (18 de agosto de 1441-28 de enero de 1443 nombrado obispo de Évreux)
- Pierre Bèchebien † (28 de enero de 1443-19 de marzo de 1459 falleció)
- Miles d'Illiers † (11 de septiembre de 1459-3 de diciembre de 1492 renunció)
- René d'Illiers † (3 de diciembre de 1492-8 de abril de 1507 falleció)
- Eberhard von der Mark † (5 de noviembre de 1507-1525 renunció)
- Louis Guillard † (29 de marzo de 1525-16 de octubre de 1553 nombrado obispo de Chalon)
- Charles Guillard † (2 de octubre de 1553-11 de diciembre de 1566 depuesto)
  - Sede vacante (1566-1573)
- Nicolas de Thou † (8 de abril de 1573-5 o 6 de noviembre de 1598 falleció)
  - Sede vacante (1598-1608)
- Philippe Hurault de Cheverny † (7 de enero de 1608-27 de mayo de 1620 falleció)
- Léonor d'Estampes de Valançay, O.S.B. † (17 de agosto de 1620-10 de noviembre de 1642 nombrado arzobispo de Reims)
- Jacques Lescot, O.S.A. † (22 de junio de 1643-22 de agosto de 1656 falleció)
- Ferdinand de Neufville de Villeroy † (24 de septiembre de 1657-8 de enero de 1690 falleció)
  - Sede vacante (1690-1692)
- Paul Godet des Marais † (4 de febrero de 1692-26 de septiembre de 1709 falleció)
- Charles-François Des Montiers de Mérinville † (10 de marzo de 1710-10 de mayo de 1746 falleció)
- Pierre-Augustin-Bernardin de Rosset de Rocozel de Fleury † (19 de septiembre de 1746-13 de enero de 1780 falleció)
- Jean-Baptiste-Joseph de Lubersac † (20 de marzo de 1780-29 de noviembre de 1801 renunció)
  - Sede suprimida (1801-1821)
- Jean-Baptist-Marie-Anne-Antoine de Latil † (1 de octubre de 1817-12 de julio de 1824 nombrado arzobispo de Reims)[nota 12]
- Claude-Hippolyte Clausel de Montals † (12 de julio de 1824-16 de diciembre de 1852 renunció)
- Louis-Eugène Regnault † (16 de diciembre de 1852 por sucesión-3 de agosto de 1889 falleció)
- François Lagrange † (30 de diciembre de 1889-23 de junio de 1895 falleció)
- Bon-Arthur-Gabriel Mollien † (25 de junio de 1896-28 de mayo de 1904 falleció)
- Henri-Louis-Alfred Bouquet † (21 de febrero de 1906-13 de marzo de 1926 falleció)
- Raoul-Octove-Marie-Jean Harscouët † (21 de junio de 1926-18 de octubre de 1954 falleció)
- Roger Jean Fernand Michon † (12 de febrero de 1955-6 de mayo de 1978 falleció)
- Michel Joseph Kuehn † (27 de julio de 1978-6 de abril de 1991 renunció)
- Jacques Jean Joseph Jules Perrier (6 de abril de 1991 por sucesión-30 de mayo de 1997 nombrado obispo coadjutor de Tarbes)
- Bernard-Nicolas Jean-Marie Aubertin, O.Cist. (4 de agosto de 1998-23 de junio de 2005 nombrado arzobispo de Tours)
- Michel Armand Alexis Jean Pansard (21 de diciembre de 2005-1 de agosto de 2017 nombrado obispo de Évry-Corbeil-Essonnes)
- Philippe Maurice Marie Joseph Christory, Comm. l'Emm., desde el 2 de febrero de 2018